# Точка компенсации СО2

Зависимость скорости фотосинтеза от количество CO_{2} в воздухе для С_{3}- и C_{4}-растений. Точка компенсации СО_{2} находится на пересечение с осью х. У C_{4}-растений она ниже, чем у C_{3}-растений.

Точка компенсации СО2, или углекислотный компенсационный пункт (УКП) — это концентрация углекислого газа, при которой его поглощение в процессе фотосинтеза уравновешивается выделением СО2 в ходе дыхания. В научной литературе эту точку принято обозначать заглавной буквой гамма или Γ. Положение УКП на графике является функцией от освещённости. При её высоких значениях значение Γ смещается в сторону более низких концентраций СО2, а затем достигает минимума и выходит на плато, когда освещённость превышает световую точку компенсации. Кроме того углекислотная точка компенсации сильно зависит от температуры; Γ возрастает с ростом температуры.

## Описание
Фотосинтез зависит от ряда абиотических факторов, влияющих друг на друга. Применительно к их взаимодействию действует закон минимума Либиха: наиболее значим для организма тот фактор, который находится в наибольшем недостатке, именно он будет определять поведение всей системы.
Один из таких факторов — концентрация CO2, который фиксируется в процессе фотосинтеза. Если предположить, что количество света в избытке и само по себе не является ограничивающим фактором, то можно заметить, что будет происходить увеличение скорости фотосинтеза с ростом концентрации CO2 в окружающей среде. Этот процесс ограничен — скорость фотосинтеза достигает насыщения, а при достаточно высоких концентрациях даже может снижаться. С другой стороны, при слишком низкой концентрации диоксида углерода его фиксация  в ходе фотосинтеза уравновешивается процессами фотодыхания и дыхания. Точка, в которой оба процесса находятся в равновесии, и называется точкой компенсации СО2.

## C3- и C4-растения
Для большинства высших C3-растений точка компенсации СО2 находится при довольно высоких концентрациях и составляет от 30 до 60 мкл/л (что эквивалентно 10-20 % от концентрации природного CO2 в воздухе или 0,005-0,010 объёмных-% CO2 в абсолютных значениях). Это связано с наличием у них активного фотодыхания и отсутствия активного концентрирующего механизма. Насыщение фотосинтеза достигается при приблизительно 0,05-0,10 объёмных-% CO2.
C4-растения обладают способностью фиксировать СО2 через более эффективный фермент ФЕП-карбоксилазу и производят рефиксацию углекислого газа при слабом фотодыхании, поэтому у них точка компенсации стремится к нулевой концентрации СО2 (< 0,001 объёмных-%). Это даёт им преимущество при росте в жарком сухом климате.

## Использование
Знание точки компенсации СО2 позволяет оценить эффективность фотосинтеза растения и подобрать для него подходящие условия. Например, в зимнее время в теплице, растение при достаточно высокой температуре освещается светом интенсивности ниже световой точки компенсации, что ведёт к увяданию. Но, если повысить содержание СО2 выше его точки компенсации при данной освещённости, то это позволить скомпенсировать отрицательный эффект и «снизить» световую точку компенсации.